# Ittiri
Ittiri là một đô thị ở tỉnh Sassari trong vùng Sardinia, có khoảng cách khoảng 160 km về phía tây bắc của Cagliari và cách khoảng 15 km về phía nam của Sassari. Tại thời điểm ngày 31 tháng 12 năm 2004, đô thị này có dân số 8.976 người và diện tích là 111,6 km².
Ittiri giáp các đô thị: Banari, Bessude, Florinas, Ossi, Putifigari, Thiesi, Uri, Usini, Villanova Monteleone.